# 卢·华莱士
路易斯·华莱士（英語：Lewis Wallace；1827年4月10日—1905年2月15日），常称卢·华莱士，是一名美国内战期间的联邦军将军、新墨西哥領地总督、作家，曾参与美墨战争和美国内战，也以其小说《宾虚》（1880）出名。
他于1865年11月退役，之后担任新墨西哥领地总督等职。退休后，他回到印第安纳州克劳福德斯维尔的家中继续写作，1905年去世。

## 早年
1827年4月10日，他出生在印第安纳州的布鲁克维尔，是埃丝特·法兰西（Esther French Wallace；née Test）和大卫（David Wallace）四个儿子中的第二个。其父毕业于西点军校，1822年离开军队，搬回布鲁克维尔，在那里建立了律师事务，并进入印第安纳州政坛，后担任该州副州长、州长、国会议员。其母是法官、国会议员约翰·泰斯特之女。
1832年，全家搬到印第安纳州卡文顿，1834年7月14日其母亲在那里死于肺结核。1836年12月，大卫与19岁的泽尔达·格雷·桑德斯（Zerelda Gray Sanders Wallace）再婚。1837年，因父亲当选印第安纳州长，全家搬到印第安纳波利斯。
路易斯六岁开始在卡温顿的一所公立学校接受正规教育，但他更喜欢户外活动。华莱士有绘画天赋，也喜欢读书，但在学校很调皮。1836年，9岁的路易斯在印第安纳州克劳福德斯维尔与哥哥一起就读瓦伯西學院的预科学校，但很快就转到了另一所更适合他年龄的学校。1840年，父亲将13岁的路易斯送到印第安纳州森特维尔的一所私立学院，那里的老师鼓励他继续写作。次年，他回到印第安納波利斯。
1842年，16岁的路易斯在父亲拒绝支付学费后外出打工。路易斯在马里恩县政府找到了一份抄写员的工作，还加入了当地民兵组织“Marion Rifles”，并开始撰写他的第一部小说《The Fair God》 ，但这本书直到1873年才出版。路易斯在他的自传中说，他从未加入过任何宗教组织，但他确实相信基督教的上帝观。
1846年美墨战争开始时，19岁的路易斯在父亲的律师事务所学习法律，但后来放弃，选择入伍。他被任命为少尉，1846年6月19日进入马里恩志愿军（Marion Volunteers）。华莱士在扎卡里·泰勒的军队服役期间晋升为一級中尉，但并未上前线。华莱士于1847年6月15日遭遇裁军，返回印第安纳州。他在印第安纳波利斯经营了一家自由土地黨报纸《The Free Soil Banner》。

## 婚姻
1848年，他在墨西哥战争期间自己上司亨利·史密斯·莱恩 克劳福德斯维尔的家中遇到了苏珊·阿诺德·埃尔斯顿（Susan Arnold Elston）。苏珊是克劳福德斯维尔富商艾萨克·康普顿·埃尔斯顿（Isaac Compton Elston）少校和纽约州贵格会信徒玛丽亚·阿金·埃尔斯顿（Maria Akin Elston）的女儿。苏珊于1849年接受了华莱士的求婚，于1852年5月6日在克劳福德斯维尔结婚，1853年2月17日为他生下一个儿子亨利·莱恩。

## 早期职业生涯
华莱士于1849年2月获得律师资格，并从印第安纳波利斯搬到卡温顿，在那里建立了律师事务所。1851年，他成为印第安納州第一國會選區检察官，1853年辞职，搬家到克劳福兹维尔继续从事律师工作。1856年，他当选印第安纳州参议院议员。
在克劳福德斯维尔居住期间，华莱士组织了克劳福德斯维尔卫队独立民兵（Crawfordsville Guards Independent Militia），后来称为蒙哥马利卫队（Montgomery Guards）。在1859年到1960年的冬天，华莱士依照法國陸軍在阿尔及利亚的精锐轻步兵部队改进了卫队的训练体系。在美国内战期间，蒙哥马利卫队成为他的第11印第安纳志愿步兵团的核心。

## 内战
1861年4月12日南方袭击南卡罗来纳州萨姆特堡后不久，坚定支持联邦的华莱士成为共和党人，并抛下法律工作全身心投入到军队中。奥利弗·P·莫顿请求华莱士协助，为联邦军队招募印第安纳州志愿兵。华莱士同意担任该州的民兵指挥官，条件是他可以任选一个团到自己麾下。他一周内就招齐了印第安纳州的六个团，并接管了第11志愿步兵团，同时获得上校军衔。
1861年6月5日，华莱士与第11印第安纳步兵团前往马里兰州坎伯兰。6月12日，该团在弗吉尼亚州的罗姆尼（今西弗吉尼亚州）赢得了一场小规模的战斗，并导致南方军于6月18日撤离哈珀斯渡口。1861年9月3日，华莱士晋升为美国陆军志愿军准将，并指挥一个旅。

### 亨利堡和多纳尔森堡

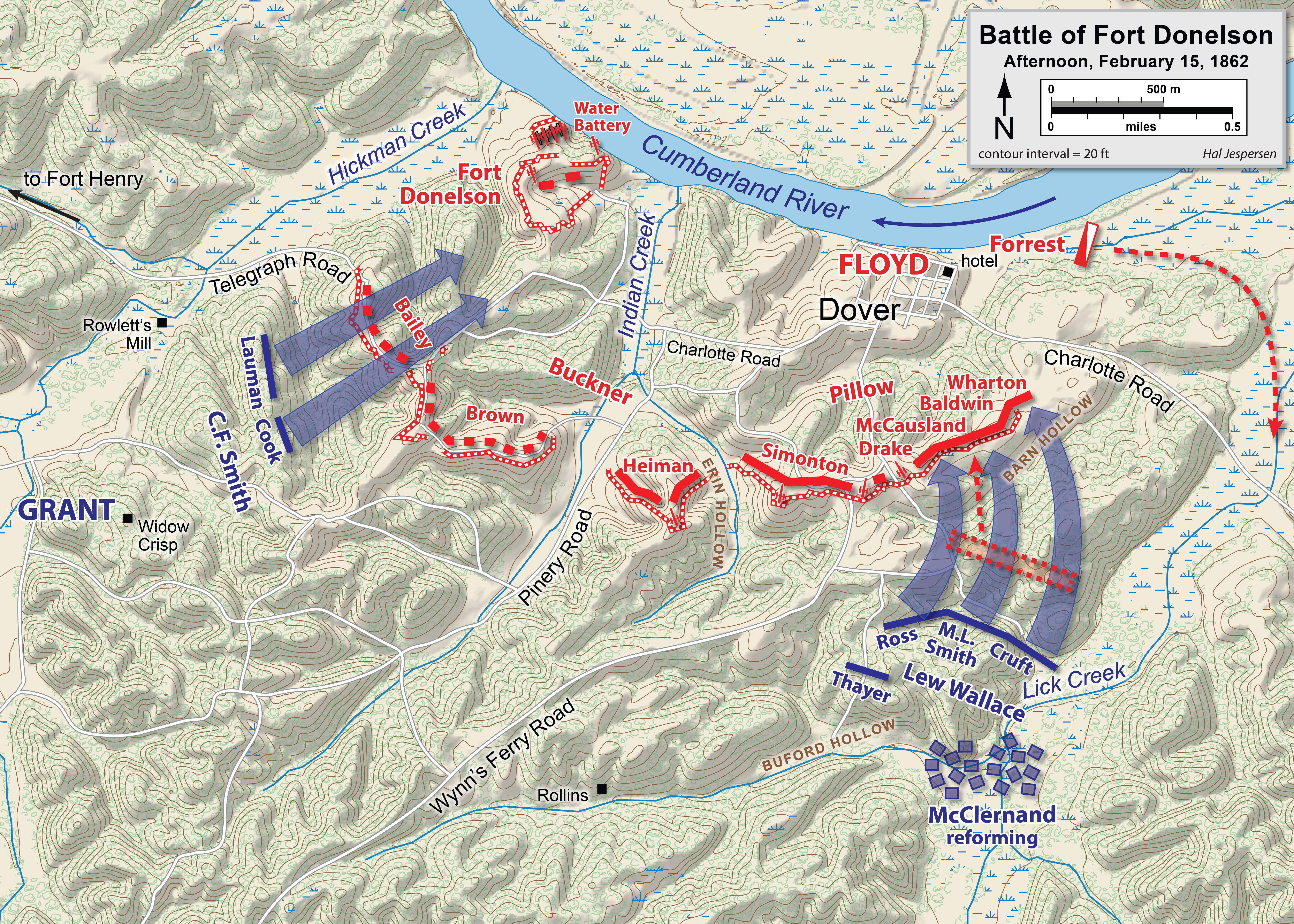
华莱士在多纳尔森堡反击路线图

1862年2月6日，亨利堡被联邦攻占，格兰特的上级亨利·W·哈勒克要求华莱士留在亨利堡固守，而大军则前去进攻多纳尔森堡。华莱士对此感到不快，准备立即撤军。华莱士于次日抵达多纳尔森堡，并负责用新兵组建的第3师。
他的军队站在防线的中心，2月15日南部邦联的猛烈进攻中，由于格兰特将军不在战场上，华莱士违背将军固守的命令，主动派兵增援陷入困境的约翰·亚历山大·麦克伦南德将军。华莱士的决定起到关键作用，成功稳住了联邦军队防线。之后，华莱士率起反击，夺回了右翼失地。1862年3月21日，麦克伦南德和华莱士晋升为少将。当时华莱士年仅34岁，成为联邦军队中最年轻的少将。

### 夏伊洛

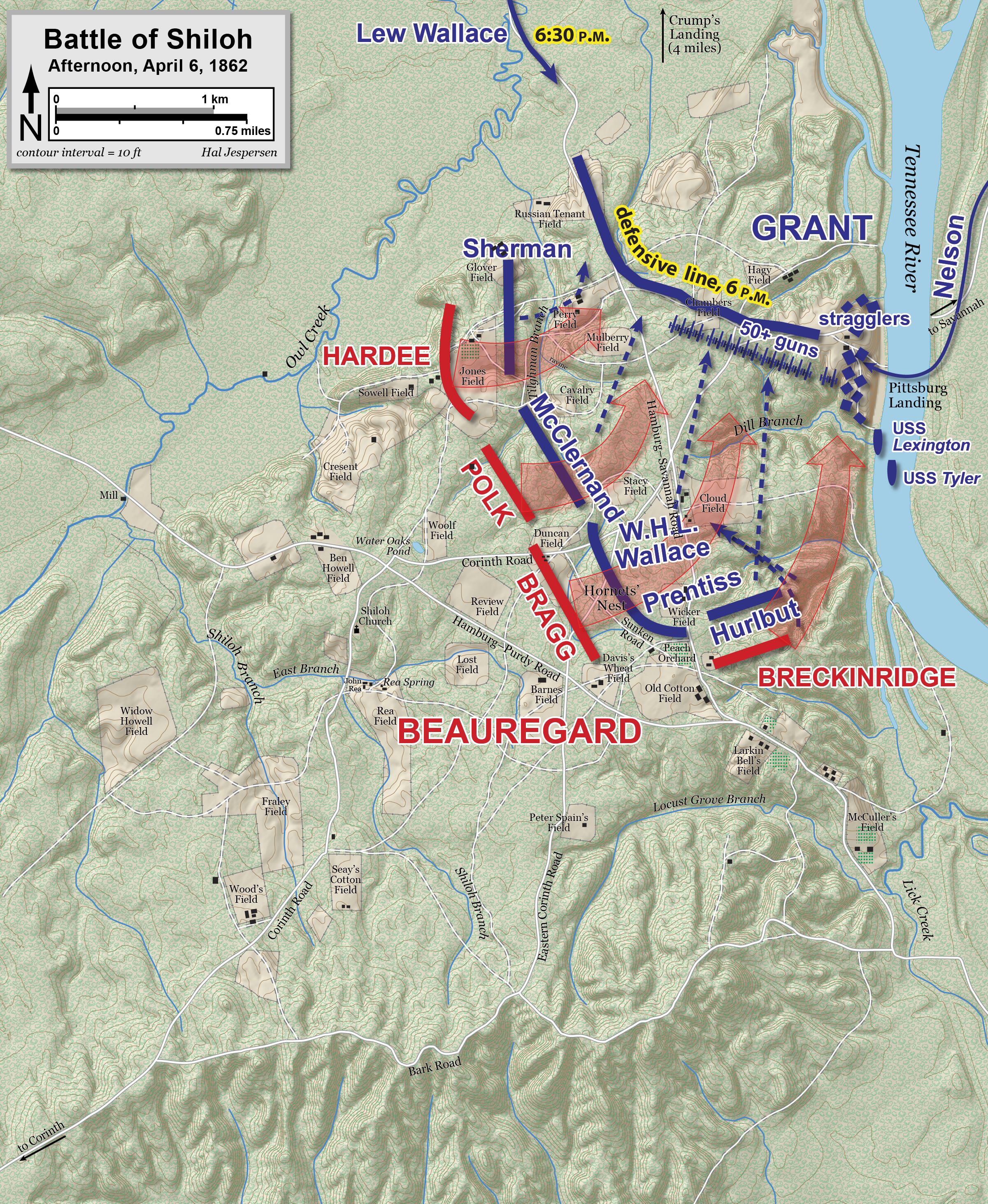
夏洛战役地图，1862年4月6日下午

华莱士最具争议的指挥发生在夏伊洛战役中。战斗前，华莱士的师已在匹兹堡附近的克伦普码头（Crump's Landing）附近扎营，负责守卫联邦军队的后方和铁路。
1862年4月6日凌晨5点左右，夏伊洛战役打响，格兰特将军在上游的匹兹堡码头（Pittsburg Landing）遭到阿尔伯特·西德尼·约翰斯顿的邦联军队突袭，开始撤退。格兰特给华莱士下了口头命令，命令曾被军需官抄下，但在战斗中丢失。大多数目击者的说法都是格兰特命令华莱士加入联邦军队的右翼，大概是为了支持驻扎在夏伊洛教堂（Shiloh Church）附近的威廉·特库姆塞·舍曼第5师。然而，格兰特在他的回忆录中声称，他曾命令华莱士选择另一条路线支援匹兹堡码头。
次日下午2点至2点半，格兰特派遣威廉·R·罗利上校去找华莱士，发现他还没有出发。格兰特要求罗利命令华莱士立刻出发。罗利把华莱士拉到一边，并说舍曼的军队已被打退，整个军队几乎要被赶进河里。华莱士派骑兵证实了罗利的说法。
华莱士曾短暂地考虑过直接攻击邦联军队，但后来放弃了。他决定向南与战场上的格兰特将军会合，但恶劣的路况和首尾调度导致行军缓慢。下午6点30分左右，华莱士抵达匹兹堡码头，7点进入军队右翼，但当天的战斗基本已经结束了。4月7日，舍曼和华莱士的部队打退了邦联军。

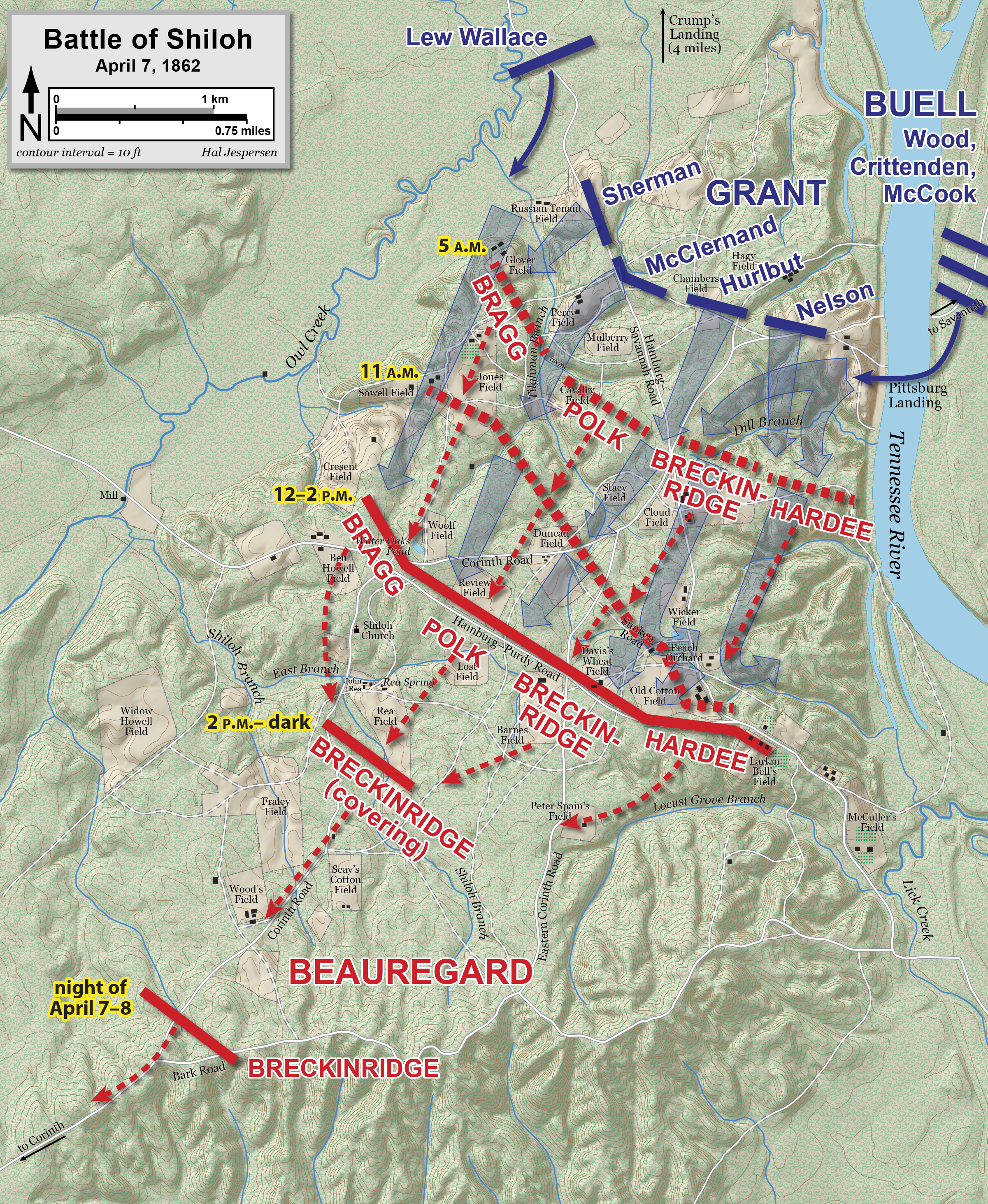
夏洛伊战役地图，1862年4月7日

起初，这场战斗被北方视为胜利。然而，4月23日军队大量伤亡的消息在民间逐渐传开，林肯政府要求联邦军队作进一步解释。被指作战不利的格兰特和哈勒克试图归咎于华莱士，声称他未遵守命令在4月6日及时支援。
1862年4月30日，哈勒克重组军队，将华莱士和麦克伦南德从前线撤下。华莱士作的军事生涯因此遭受重挫，余生一直试图改变公众对他的看法。华莱士曾写信给哈勒克及格兰特辩解，并多次亲自找格兰特解释。1863年8月16日，华莱士写信给舍曼请求建议，后者要他保持耐心。尽管舍曼向格兰特转达了华莱士的意思，但华莱士直到1864年3月才获得新的实权任命。
格兰特一直坚持说自己的命令没变过，直到1885年才在9月的《世纪》（Century）上发了一封信，表示记不清具体的书面命令了。
格兰特后来也在他的回忆录中承认，华莱士走的路可能确实比他要求的近一些，但回忆录在格兰特和华莱士都去世后的1906年才出版。即使作为《宾虚》的作家名利双收后，华莱士仍对这件事难以忘怀。

### 肯塔基战役和辛辛那提保卫战
在失去战地指挥权后，华莱士回到了印第安纳州，并在他位于坎卡基河的隐居处住了一段时间。正是在那里，他收到莫顿州长的电报，要求他指挥俄亥俄省的一个印第安纳军团，以从布拉克斯顿·布拉格手中保卫肯塔基州。准将耶利米·博伊尔命令华莱士前往列克星敦，指挥匆忙组建的肯塔基军团到坎伯兰岬口救援。但华莱士很快又被威廉·“公牛”·尼尔森少将取代。尼尔森改变了华莱士的防御计划，于8月30日在里士满战役中大败亏输。
华莱士返回辛辛那提待命，又被叫回列克星敦指挥残军，但出发前又被命令留下来保卫辛辛那提。华莱士下令实行严格的宵禁，并加固防御工事。期间，辛辛那提黑旅在华莱士的命令下成立。华莱士在保卫辛辛那提期间的领导能力为他赢得了当地报纸“辛辛那提救世主”（Savior of Cincinnati）的绰号，但之后又被解除了指挥权。
1862年年末，华莱士负责组建了一个五人委员会，调查唐·卡洛斯·比尔，但并未发现其叛国。调查于1863年5月6日完成，华莱士返回印第安纳州待命。

### 莫诺科西
华莱士于1864年3月12日接管巴尔的摩的第八军团指挥权。1864年7月9日星期六的莫诺科西战役中，他虽然败给了具伯·爾利，但也成功拖延了时间，使华盛顿特区有时间组织防御，让对方失去了占领的机会。
当格兰特得知战败后，他让爱德华·奥德接替华莱士指挥第八军。7月28日，政府得知是华莱士帮助华盛顿特区免于被占，他又恢复了指挥官职位。格兰特在回忆录也赞扬了华莱士的拖延战术。

### 其他后期职务
1865年1月22日，格兰特命令华莱士前往得克萨斯州南部的格蘭德河，调查南方邦联在该地区的军事行动。华莱士劝降敌军，并向格兰特报告了谈判情况，但两军没有达成一致。
1865年4月15日林肯遭暗杀后，华莱士组建军事法庭进行调查，5月军事法庭开始运作，在8名同谋者全部被判有罪后于1865年6月30日解散。1865年8月中旬，华莱士又被要求组建一个军事法庭，负责调查南方军官亨利·维兹。1865年8月21日开庭，维兹被判死刑。
1865年4月30日，华莱士接受了墨西哥军队少将的任命，但需要他从美国陆军辞职，这因两个军事法庭的事被推迟。华莱士于1865年11月4日递交辞呈，11月30日获批。他旋即前往墨西哥。然而，贝尼托·胡亚雷斯虽曾许诺给他10万美元，但1867年回国的华莱士已经是负债累累。

## 政坛
1867年，他返回印第安纳州继续从事法律工作，但旋即从政。他在1868年和1870年两次竞选国会议员席位，但都没有获选。1876年，他在总统选举中支持拉瑟福德·B·海耶斯，后海耶斯任命华莱士为新墨西哥领地总督。

### 新墨西哥州领地总督
华莱士于1878年9月29日抵达圣菲开始履职。当时的领地秩序混乱，华莱士试图解决爆发于林肯县居民之间的林肯县战争，并试图阻止阿帕奇人继续袭扰其领地。1880年，住在圣菲总督府的华莱士完成了《宾虚》的手稿。
华莱士于1881年3月9日辞去领土总督职务。

### 驻奥斯曼帝国
1881年5月19日，华莱士被任命为美国驻奥斯曼帝国公使，成为了苏丹阿卜杜勒-哈米德二世的好友。当土耳其和英国政府因争夺埃及而发生冲突时，华莱士担任中间人协调，虽然最后没有成功。
公务之余，华莱士抽出时间旅行，并进行历史研究。华莱士参观了耶路撒冷及周边地区，这对他的写作很有帮助。格罗弗·克利夫兰当选美国总统后，华莱士于1885年3月4日辞去外交官职务。苏丹希望华莱士继续在奥斯曼帝国工作，甚至提议让他在英格兰或法国代表奥斯曼帝国工作，但遭到华莱士拒绝，他回到了克劳福德斯维尔的家中。

## 写作
1843年，华莱士开始创作他的第一部小说《公平的上帝》（The Fair God） ，这部作品直到1873年才出版。它改编自威廉·普雷斯科特的《墨西哥征服史》（History of the Conquest of Mexico） ，出版后第一年卖出了七千册。
华莱士在克劳福德斯维尔时开始创作其第二部、也是最著名的小说《宾虚》，之后在圣菲写完。作品以犹太贵族犹大·宾虚的视角讲述了一个复仇与救赎的冒险故事。华莱士在写这本书之前没有去过圣地，他于1873年在国会图书馆开始研究相关地理及历史。《宾虚》于1880年11月12日出版。
《宾虚》为他带来财富，也是他成为知名作家。虽然起初销售缓慢，1886年其版税已达11,000美元（相当于2015年的290,000美元）。到1889年，哈珀兄弟已售出40万册《宾虚》，它也已被译成多种语言。1900年，《宾虚》超越《汤姆叔叔的小屋》成为19世纪最畅销的美国小说。
虽然《宾虚》是他最成功的作品，但华莱士自己认为其最好的作品是《印度王子》（The Prince of India; or, Why Constantinople Fell；1893）。此外，他还创造了本杰明·哈里森的传记以及一首叙事诗《马尔卡顿的求爱》（The Wooing of Malkatoon；1898）。华莱士在1905年去世时正在写自传，死后，他的妻子苏珊在克劳福德斯维尔的另一位作家玛丽·汉娜·克劳特的帮助下完成了这本书，1906年出版。

## 晚年

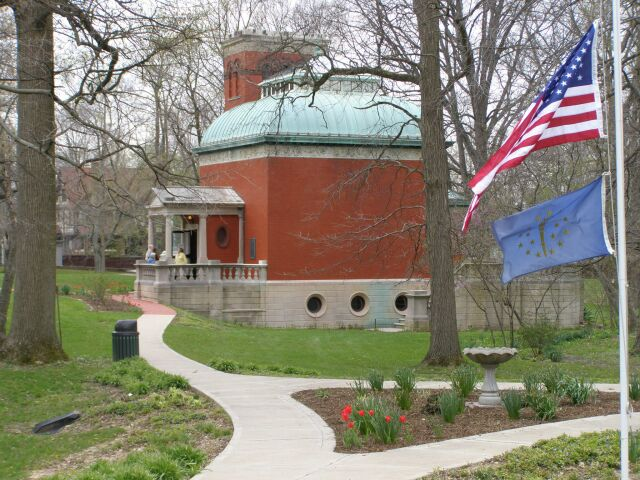
华莱士将军书房

晚年，除去写作外，他还为自己的几项发明申请了专利，并在印第安纳波利斯建造了一座七层公寓楼“Blacherne”。华莱士也仍然活跃在退伍军人团体中。
华莱士精心设计了自己克劳福兹维尔的书房，即今华莱士将军书房（General Lew Wallace Study）。它建于1895年至1898年间，毗邻他在克劳福兹维尔的住所。1976年，它成为国家历史名胜。
1898年4月5日，美西战争爆发，71岁的华莱士提出要招募、率领一支军队，但遭到政府拒绝。他又去了当地的征兵办公室，试图以二等兵的身份入伍，但再次遭拒。
夏伊洛战役一直困扰着他，华莱士于1894年参加了夏伊洛的一次聚会，这是他1862年后首次回到这里。1901年，他最后一次前往夏伊洛，与历史学家大卫·W·里德（David W. Reed）等人漫步于当年的战场。
华莱士于1905年2月15日在克劳福德斯维尔的家中死于萎缩性胃炎，安葬在克劳福德斯维尔橡树山公墓（Crawfordsville Oak Hill Cemetery）。

## 纪念

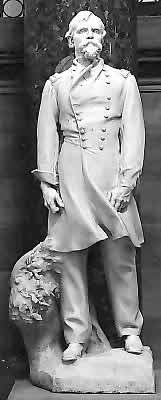
美国国会大厦的华莱士雕像

华莱士去世后，印第安纳州委托雕塑家安德鲁·奥康纳为美国国会大厦的国家雕塑展览馆打造了一尊穿着军装的华莱士大理石雕像。雕像在1910年1月11日举行揭幕式。华莱士是这座大厅里唯一的小说家。雕像的青铜复制品放在华莱士克劳福德斯维尔的书房内。
华莱士高中（Lew Wallace High School）于1926年在印第安纳州加里开办，但于2014年6月3日关闭。

## 扩展阅读
- McKee, Irving. . Berkeley: University of California Press. 1947.
- Wallace, Lew. . Harper & Brothers, London. 1906.
- Wallace, Lew. . Harper & Brothers, London. 1906.
- Morsberger, Robert E., & Katharine M. Morsberger. . New York: McGraw-Hill. 1980. ISBN 0-07-043305-4.
- Boomhower, Ray E. . Indianapolis: Indiana Historical Society Press. 2005. ISBN 0-87195-185-1.